# ملتحيات العالم الجديد
مُلتحيات العالم الجديد أو الرأسية أو البربيتية (الاسم العلمي: Capitonidae) هي فصيلة من الطيور تتبع رتبة نقاريات الشكل من طائفة الطيور.

## أسر
- البربيتاوات الأفريقية
- البربيتاوات الآسيوية
- البربيتاوات الأمريكية